# Lauritzen-prisen
Lauritzen-prisen er en pris som årligt bliver uddelt til en kvindelig og mandlig skuespiller af Lauritzen Fonden. Den er en anerkendelse af fremragende præstation på teatret eller i film. Lauritzen-prisen er den ældste skuespillerpris uden for foreningsregi i Danmark. Og er til forskel fra de fleste andre teater- og skuespillerpriser ikke forbeholdt scene-skuespillere. Der lægges stor vægt på bevågenhed og aktualitet i selve spille- og udtryksformen, så Lauritzen-prisen kan også tildeles på grundlag af en række unikke præstationer inden for film og TV-dramatik.
Vinderne bliver udvalgt af en priskomité (priser kan ikke søges). Priskomiteen består af:
- Jens Ditlev Lauritzen, Formand, Lauritzen Fonden
- Piv Bernth, CEO, executive producer Apple Tree Productions
- May el-Toukhy, Filminstruktør
- Jakob Engmann, Teaterdirektør, BaggårdTeatret
- Morten Kirkskov, Skuespilchef, Det Kongelige Teater
- Marianne Moritzen, Forhenværende afdelingschef Fiktion, Det Danske Filminstitut
- Kim Skotte, Filmanmelder, Politiken
- Trine Wisbech, Dramaturg, manuskriptkonsulent og konceptudvikler. [1]

Fra 1965 til 1995 uddeltes prisen årligt til en kvindelig skuespiller under navnet Henkel-prisen.
Fra 1965 til og med år 2000 fulgte der med prisen 50.000 kr., fra 2001 til 2009 100.000 kr. og i 2010 250.000 kr. til hver af de to hovedprisvindere. Der uddeles i alt otte priser:

## Priserne

### Lauritzen-prisen
Der uddeles to priser på hver kr. 250.000. Lauritzen-prisen tildeles hvert år to danske skuespillere, en mandlig og en kvindelig, som påskønnelse for fremragende kunstneriske præstationer på en dansk scene, på TV eller i film.

### Børne- og Ungeprisen
En pris på kr. 100.000 kr. gives til en enkeltperson, en organisation eller en gruppe, der har børne- og unge målgruppen i fokus og har taget hånd om et relevant emne i øjenhøjde med sit publikum. Prisen gives til produktioner/projekter inden for teater, film, radio og TV – eller noget, der går på tværs af disse platforme. Der lægges ved bedømmelsen vægt på, om produktionen har et overordnet fokus på børn og unges dannelse og/ eller trivsel og evner at benytte kunsten, som en løftestang til at engagere børn og unge fra alle dele af samfundet.

### Backstage-prisen
En pris på kr. 50.000 gives til en, som normalt står i skyggen af skuespillerne på en produktion. Prisen gives inden for enten film, tv eller teater, til en som har bidraget ekstraordinært flot gennem en hel karriere eller på en enkelt produktion, og som qua sit arbejde får skuespillerne til at fremstå endnu bedre i deres præstationer. Prisen kan gives til en dramatiker, en manuskriptforfatter, en tekniker, en fotograf, en scenograf, en kostumedesigner eller lignende.

### “Believe in You“-prisen
Der uddeles fire priser á kr. 50.000 til unge talenter, der har markeret deres evner i løbet af året og vist stort potentiale, der er værd at satse på.

## Prismodtagere
Lauritzen-prisen er blevet uddelt til følgende personer:
- 2024 – Birgitte Hjort Sørensen og Anders W. Berthelsen
- 2023 – Johanne Louise Schmidt og Lars Brygmann
- 2022 – Signe Egholm Olsen og Esben Smed

- 2021 – Anette Støvelbæk og Mikkel Boe Følsgaard
- 2020 – Udskudt[3]
- 2019 – Preben Kristensen og Maria Rossing
- 2018 – Inge Sofie Skovbo og Mads Mikkelsen
- 2017 – Danica Curcic og Ole Thestrup
- 2016 – Solbjørg Højfeldt og Jesper Christensen
- 2015 – Karen-Lise Mynster og Peter Plaugborg
- 2014 – Marianne Høgsbro og Thure Lindhardt
- 2013 – Birthe Neumann og Søren Malling
- 2012 – Sidse Babett Knudsen og Nikolaj Lie Kaas
- 2011 – Lene Maria Christensen og Ulf Pilgaard
- 2010 – Paprika Steen og Olaf Johannessen
- 2009 – Jesper Langberg og Ditte Hansen
- 2008 – Henning Jensen og Tina Gylling Mortensen
- 2007 – Bodil Jørgensen og Dejan Cukic
- 2006 – Meike Bahnsen og Janus Bakrawi
- 2005 – Jannie Faurschou og Nicolas Bro
- 2004 – Trine Dyrholm og Ole Lemmeke
- 2003 – Anne-Vibeke Mogensen og Søren Sætter-Lassen
- 2002 – Ann Eleonora Jørgensen og Lars Mikkelsen
- 2001 – Sofie Gråbøl og Jens Jørn Spottag
- 2000 – Birgitte Simonsen og Kim Veisgaard
- 1999 – Ellen Hillingsø og Aksel Erhardsen
- 1998 – Andrea Vagn Jensen og Frits Helmuth
- 1997 – Karen Wegener og Morten Kirkskov
- 1996 – Lisbeth Gajhede og Mikael Birkkjær
- 1995 – Jens Albinus og Søren Pilmark
- 1994 – Henning Moritzen
- 1993 – Jørgen Reenberg

## Modtagere af Henkel-prisen
- 1995 Charlotte Bøving
- 1994 Tammi Øst
- 1993 Annika Johannessen
- 1992 Kirsten Rolffes
- 1991 Benedikte Hansen
- 1990 Bodil Kjer
- 1990 Ditte Gråbøl
- 1989 Helle Hertz
- 1988 Kirsten Lehfeldt
- 1987 Lily Broberg
- 1986 Malene Schwartz
- 1985 Birthe Neumann
- 1984 Karen-Lise Mynster
- 1983 Lisbeth Dahl
- 1982 Berthe Quistgaard
- 1981 Stina Ekblad
- 1980 Ulla Henningsen
- 1979 Susse Wold
- 1978 Lise Ringheim
- 1977 Kirsten Olesen
- 1976 Ann-Mari Max Hansen
- 1976 Merete Volstedlund
- 1973 Birgitte Federspiel
- 1972 Astrid Villaume
- 1971 Ghita Nørby
- 1970 Bodil Udsen
- 1969 Birgitte Price
- 1968 Karin Nellemose
- 1967 Lone Hertz
- 1966 Lily Weiding
- 1965 Bodil Kjer